# Dostup
Dostup je obecně největší výška, jíž může dosáhnout určité letadlo při normovaných povětrnostních podmínkách a plném výkonu motorů. Patří mezi základní výkonové parametry určitého typu letadla.

## Definice
Této definici odpovídá tzv. teoretický dostup. Tato veličina se však nehodí pro praktické použití. Stoupavost s rostoucí výškou klesá, to znamená, že letoun bude během stoupání získávat výšku čím dál pomaleji a na teoretický dostup se dostane za nekonečně dlouhou dobu. Tato hodnota se zjevně nedá prakticky změřit, ale pouze vypočítat. Navíc na této výšce je letadlo schopné letět pouze vodorovným přímočarým letem a jednou rychlostí, tzn. bez možnosti manévrovat, takže se v této výšce stejně nelétá.
Proto se stanovuje praktický dostup jako maximální výška, při níž letadlo dosahuje minimální hodnoty stoupavosti (většinou 0,5 m/s, u proudových letadel 2,5 m/s). Této výšky lze reálně dosáhnout a lze v ní ještě manévrovat.

## Dostup u vrtulníků a konvertoplánů
U vrtulníků a některých typů konvertoplánů rozlišujeme ještě:
- statický dostup (angl. Hovering ceiling), tj. maximální výšku, ve které je stroj schopný viset (bez dopředné rychlosti)
  - statický dostup s vlivem země (angl. Hovering ceiling in ground effect) – výška, ve které může ještě stroj viset, má-li pod sebou pevný podklad (např. horu o dané nadmořské výšce). Dochází k efektu využívání proudu vzduchu, jenž je stlačován nosným rotorem a který se „opírá“ o pevný povrch.[1]
  - statický dostup bez vlivu země (angl. Hovering ceiling out of ground effect) – výška, ve které může ještě stroj viset ve volném prostoru.[1]
- dynamický dostup (angl. Service ceiling), což je maximální výška, ve které je stroj schopný letu s dopřednou rychlostí. Dynamický dostup je vždy větší než statický, protože při visení chybí dodatečný vztlak, vznikající na trupu letadla.

Dostup je jedním z prvků diagramu klasických výkonů.